# Borsele
Borsele é um município dos Países Baixos, situado na província da Zelândia. Tem 194,52 km² de área e sua população em 2020 foi estimada em 22.762 habitantes.